# Мало Црниће
Мало Црниће је насеље у Србији у општини Мало Црниће у Браничевском округу. Према попису из 2022. било је 624 становника.
Налази се у долини реке Млаве у плодоносној равници Стиг.
У Малом Црнићу, одржава се годишњи Фестивал драмских аматера села Србије - Федрас. Скупштина општине додељује и познату књижевну награду „Србољуб Митић“.
Овде се налази Црква Светог Игњатија Богоносца у Малом Црнићу.

## Историја
Село се раније звало Доње Црниће. По турском дефтеру из 1476. Црниће је било највеће село нахије Лучица (некадашње средњовековне жупе Браничево). Те године имало је 136 кућа, од тога 127 мушких старешина, седам самаца и две удовице.
Указом Краља од 15. јуна 1924. године насеље је добило статус варошице.

## Демографија
У насељу Мало Црниће живи 721 пунолетни становник, а просечна старост становништва износи 42,7 година (40,4 код мушкараца и 44,8 код жена). У насељу има 285 домаћинстава, а просечан број чланова по домаћинству је 3,09.
Ово насеље је великим делом насељено Србима (према попису из 2002. године).
|             | \| Демографија[2] \| Демографија[2] \| Демографија[2] \| \| Година \| Становника \| Становника \| \| -------------- \| -------------- \| -------------- \| \| 1948. \| 1.258 \| \| \| 1953. \| 1.354 \| \| \| 1961. \| 1.412 \| \| \| 1971. \| 1.307 \| \| \| 1981. \| 1.225 \| \| \| 1991. \| 1.113 \| 939 \| \| 2002. \| 882 \| 1.062 \| \| 2011. \| 724 \| \| |            |
| Демографија | |            |
| Година      | Становника | Становника |
| 1948.       | 1.258 |            |
| 1953.       | 1.354 |            |
| 1961.       | 1.412 |            |
| 1971.       | 1.307 |            |
| 1981.       | 1.225 |            |
| 1991.       | 1.113 | 939        |
| 2002.       | 882 | 1.062      |
| 2011.       | 724 |            |

| Етнички састав према попису из 2002.‍ | Етнички састав према попису из 2002.‍ | Етнички састав према попису из 2002.‍ | Етнички састав према попису из 2002.‍ | Етнички састав према попису из 2002.‍ |
| ------------------------------------ | ------------------------------------ | ------------------------------------ | ------------------------------------ | ------------------------------------ |
|                                      |                                      |                                      |                                      |                                      |
| Срби                                 | Срби                                 |                                      | 827                                  | 93,76%                               |
| Роми                                 | Роми                                 |                                      | 44                                   | 4,98%                                |
| Румуни                               | Румуни                               |                                      | 2                                    | 0,22%                                |
| Црногорци                            | Црногорци                            |                                      | 1                                    | 0,11%                                |
| непознато                            | непознато                            |                                      | 8                                    | 0,90%                                |

| Година пописа     | 1948. | 1953. | 1961. | 1971. | 1981. | 1991. | 2002. |
| ----------------- | ----- | ----- | ----- | ----- | ----- | ----- | ----- |
| Број домаћинстава | 283   | 319   | 362   | 344   | 327   | 316   | 285   |

| Број чланова      | 1  | 2  | 3  | 4  | 5  | 6  | 7 | 8 | 9 | 10 и више | Просек |
| ----------------- | -- | -- | -- | -- | -- | -- | - | - | - | --------- | ------ |
| Број домаћинстава | 68 | 56 | 49 | 45 | 37 | 22 | 6 | 2 | 0 | 0         | 3,09   |

| Пол    | Укупно | Неожењен/Неудата | Ожењен/Удата | Удовац/Удовица | Разведен/Разведена | Непознато |
| ------ | ------ | ---------------- | ------------ | -------------- | ------------------ | --------- |
| Мушки  | 362    | 103              | 215          | 26             | 17                 | 1         |
| Женски | 397    | 55               | 221          | 96             | 24                 | 1         |
| УКУПНО | 759    | 158              | 436          | 122            | 41                 | 2         |

| Пол    | Укупно                    | Пољопривреда, лов и шумарство | Рибарство                            | Вађење руде и камена | Прерађивачка индустрија       |
| ------ | ------------------------- | ----------------------------- | ------------------------------------ | -------------------- | ----------------------------- |
| Мушки  | 161                       | 25                            | 0                                    | 0                    | 35                            |
| Женски | 133                       | 34                            | 0                                    | 0                    | 17                            |
| УКУПНО | 294                       | 59                            | 0                                    | 0                    | 52                            |
| Пол    | Производња и снабдевање   | Грађевинарство                | Трговина                             | Хотели и ресторани   | Саобраћај, складиштење и везе |
| Мушки  | 1                         | 11                            | 22                                   | 1                    | 6                             |
| Женски | 0                         | 1                             | 23                                   | 2                    | 3                             |
| УКУПНО | 1                         | 12                            | 45                                   | 3                    | 9                             |
| Пол    | Финансијско посредовање   | Некретнине                    | Државна управа и одбрана             | Образовање           | Здравствени и социјални рад   |
| Мушки  | 0                         | 2                             | 24                                   | 7                    | 4                             |
| Женски | 0                         | 7                             | 8                                    | 12                   | 18                            |
| УКУПНО | 0                         | 9                             | 32                                   | 19                   | 22                            |
| Пол    | Остале услужне активности | Приватна домаћинства          | Екстериторијалне организације и тела | Непознато            | Непознато                     |
| Мушки  | 2                         | 0                             | 0                                    | 21                   | 21                            |
| Женски | 1                         | 0                             | 0                                    | 7                    | 7                             |
| УКУПНО | 3                         | 0                             | 0                                    | 28                   | 28                            |